# 1920 en sports équestres
Chronologie des sports équestres
- 1919 en sports équestres - 1920 en sports équestres - 1921 en sports équestres

Cet article présente les faits marquants de l'année 1920 en sports équestres.

## Événements

### Août
- août 1920 au septembre 1920 : la médaille d'or du Polo aux Jeux de 1920 à Anvers est remportée par l'équipe du Royaume-Uni.

### Septembre
- 6 septembre 1920 au 12 septembre 1920 : épreuves d'équitation aux jeux olympiques d'Anvers (Belgique). La voltige fait sa première et unique apparition de l'histoire des jeux[1].